# Ludwig von Württemberg

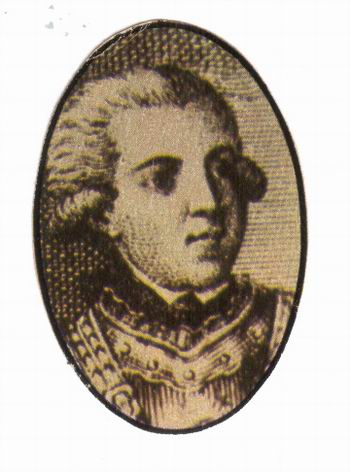
Herzog Ludwig von Württemberg

Ludwig (Louis) Friedrich Alexander von Württemberg (* 30. August 1756 in Treptow an der Rega; † 20. September 1817 in Kirchheim unter Teck) war ein württembergischer Prinz sowie preußischer Generalfeldmarschall.

## Herkunft
Ludwig war der zweite Sohn des Herzogs Friedrich Eugen von Württemberg und dessen Gemahlin Friederike Dorothea Sophia von Brandenburg-Schwedt, ältester Tochter des Markgrafen Friedrich Wilhelm von Brandenburg-Schwedt und der Sophie Dorothea Marie von Preußen, einer Schwester des preußischen Königs Friedrich II.

## Leben

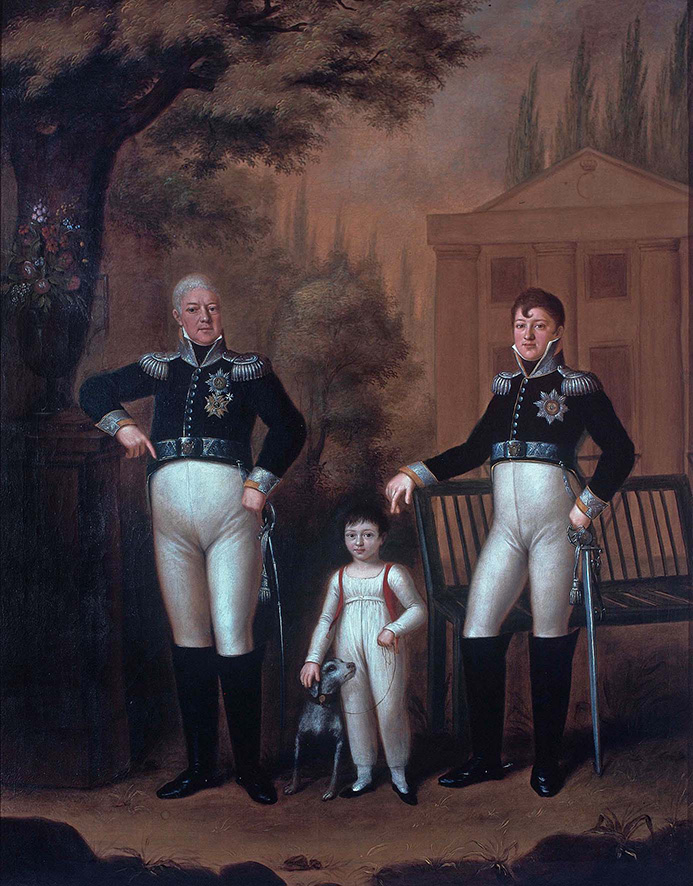
Ludwig von Württemberg, um 1800

Am 18. Juni 1775 trat er als Oberstleutnant in preußische Dienste. Am 25. Oktober 1776 kam er zum Infanterieregiment „Möllendorff“ (Nr. 39), dessen Kommandeur er am 13. April 1778 wurde. Er nahm im Bayerischen Erbfolgekrieg an den Gefechten bei Georgenthal und Brüx teil. Den 17. Juni 1779 avancierte er zum Oberst. Am 16. März 1782 übernahm er als Regimentschef das Kürassierregiment „Mauschwitz“ (Nr. 5) und erhielt am 25. September 1782 seine Beförderung zum Generalmajor. Am 1. Juni 1786 wurde er als Ritter des Johanniterordens investiert. Im März 1790 wurde die Polnisch-Preußische Allianz gegen Russland geschlossen. Ludwig galt als möglicher künftiger Thronanwärter für die polnische Krone. Er bekam 1790 die Erlaubnis, in polnische Dienste zu treten und wurde Generalleutnant und Gouverneur von Warschau. Am 11. August 1790 wurde er auch preußischer Generalleutnant.
Zu Beginn des Russisch-Polnischen Krieges 1792 verließ Polens Verbündeter, das Königreich Preußen, beim Einmarsch russischer Truppen in Polen einseitig die gegen Russland gerichtete Defensivallianz von 1790. Ludwig, der als Kommandeur der litauischen Truppen an Polen ausgeliehen worden war, war Schwager des russischen Kronprinzen Paul, der 1776 seine Schwester Sophie Dorothee von Württemberg geheiratet hatte. Ludwig gab vor, krank zu sein und weigerte sich, gegen die russischen Truppen zu kämpfen; damit trug er nicht unwesentlich zur polnischen Niederlage in der Schlacht bei Mir in der Nähe von Nowogródek am 10. Juni bei. Unter anderem Wegen dieses Verrats ließ seine Ehefrau, Maria Anna aus dem bedeutenden polnischen Magnatengeschlecht Czartoryski, sich von ihm scheiden, als dieser publik wurde. Der andere, nicht minderere, gewichtige Scheidungsgrund war die Gewalttätigkeit des Prinzen, der seine Frau oft geschlagen hat, sogar direkt nach der Entbindung eines gemeinsamen Kindes. Der Vorfall ist von dem Arzt der Anna Maria dokumentiert worden. Durch die Scheidung verlor die Prinzessin ihre Kinder, sie mussten bei der Familie von Württemberg bleiben. Den aristokratischen Kreisen Polens, die für die Verfassung des 3. Mais eingetreten sind, die Russland zum Krieg gegen Polen bewegt hatte, galt er fortan als Verräter.
Er nahm auch am Ersten Koalitionskrieg gegen Frankreich teil. Am 24. Juni 1796 wurde er Gouverneur von Ansbach und Bayreuth. Seine Beförderung zum General der Kavallerie erfolgte am 24. Mai 1798. Im selben Jahr erwarb er von Wilhelm Alexander von Schoenaich-Carolath die Herrschaft Wallisfurth in der Grafschaft Glatz. Krankheitsbedingt erhielt er am 22. März 1800 seinen Abschied mit dem Charakter eines Generalfeldmarschalls.
Ludwig, genannt Louis, war zeitlebens enorm verschuldet, da er weit über seine Verhältnisse lebte. In die wohlhabende Familie Czartoryski heiratete er ein, um seine Finanzen zu retten. Er lebte weiterhin verschwenderisch und hatte – aufgrund seines äußerst unehrenhaften Verhaltens – hohe Scheidungskosten zu tragen. Dank der guten Beziehungen zur russischen Zarenfamilie – seine Schwester war die russische Zarin Maria Feodorowna – diente er in der russischen Armee und als Gouverneur von Riga. 1807 übersiedelte er zusammen mit seiner Familie nach Württemberg. König Friedrich I. von Württemberg übertrug seinem ungeliebten jüngeren Bruder das Kommando über die „Garde und Haustruppen“, sein „Maison du roi“. Die königliche Hofhaltung wechselte zwischen Stuttgart und der Sommerresidenz Ludwigsburg. In beiden Städten stand für Louis und seine Familie ein geeignetes Palais zur Verfügung. Ab 1811 wurde der Familie aber Schloss Kirchheim als Wohnort zugewiesen.

## Familie

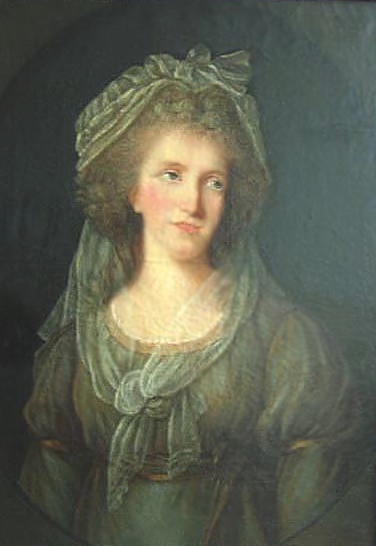
Maria Anna Czartoryska war zwischen 1784 und 1793 mit dem Herzog verheiratet. Die Ehe wurde geschieden.

Am 28. Oktober 1784 heiratete Ludwig die polnische Prinzessin Maria Anna Czartoryska (1768–1854), zweite Tochter von Adam Kazimierz Czartoryski und Izabela Czartoryska, geb. Gräfin von Flemming. Aus der unglücklichen Ehe, die 1793 geschieden wurde (wegen seines Verrates an Polen und seiner Gewalttätigkeit gegenüber seiner Frau), ging nur ein Sohn, Adam (1792–1847), hervor, der nach der Scheidung, gegen den Willen der Czartoryski-Familie beim Vater verblieb und später russischer Generalleutnant wurde.
In zweiter Ehe heiratete er am 28. Januar 1797 in der Eremitage in Bayreuth Prinzessin Henriette von Nassau-Weilburg (1780–1857), jüngste Tochter von Fürst Karl Christian von Nassau-Weilburg und Wilhelmina Karolina von Oranien-Nassau, Prinzessin von Orange. Aus der Ehe gingen fünf Kinder hervor:
- Maria Dorothea (1797–1855) ⚭ 1819 Erzherzog Joseph Anton Johann von Österreich
- Amalie (1799–1848) ⚭ 1817 Herzog Joseph von Sachsen-Altenburg
- Pauline (1800–1873) ⚭ 1820 König Wilhelm I. von Württemberg
- Elisabeth Alexandrine (1802–1864) ⚭ 1830 Prinz Wilhelm von Baden
- Alexander (1804–1885) ⚭ 1835 (morganatisch) Claudine Gräfin Rhédey von Kis-Rhéde

## Auszeichnungen
- 1760 Ritter des Württembergischen Hubertusorden[2]
- Ritter des Königlich Württembergischen Ordens des goldenen Adlers[3]
- 1800[2] Großkreuz des Württembergischen Militärverdienstordens[3]
- Großkreuz des Russischen St. Andreas-Ordens[3]
- Großkreuz des Russischen Alexander-Newski-Ordens[3]
- Großkreuz des Russischen St. Anna-Ordens[3]
- 1792[2] Ritter des Preußischen Schwarzen Adlerordens[3]
- Preußischer Roter Adlerorden[3]
- 1784[2] Polnischer Weißer Adler-Orden[3]
- Ritter des St. Johannes zu Jerusalem-Ordens[3]